# Hood (calciatore)
 Hood, talvolta citato come Hoode (fl. XIX-XX secolo), è stato un calciatore inglese.

## Carriera
Ha militato nel ruolo di portiere nella prima formazione del Milan, battuta per 3-0 sul campo del Torinese il 15 aprile 1900, nelle eliminatorie del terzo campionato italiano.
Il successivo campionato si concluse con la vittoria della sua squadra, che batté per 2-0 la Mediolanum a Milano nelle eliminatorie il 14 aprile 1901, si impose in trasferta per 3-2 sulla Juventus nella semifinale il 28 dello stesso mese e per 3-0 sul Genoa nella finale del 5 maggio 1901. Con la maglia del Milan raggiunge le 3 presenze totali.
Rimase in rosa anche nel 1902.

## Palmarès

### Calciatore

#### Club

##### Competizioni nazionali
- Campionato italiano: 1

Milan: 1901

##### Altre Competizioni
- Medaglia del Re: 2

Milan: 1900, 1901